# Литвинцев Юрій Іванович
Юрій Іванович Литвинцев (10 березня 1934, село Кира Читинської області, тепер Кирінського району Забайкальського краю, Росія — 3 серпня 2009, місто Томськ, Росія) — радянський державний діяч, 1-й секретар Томського міського комітету КПРС, 1-й секретар Тульського обласного комітету КПРС, голова Тульської обласної ради народних депутатів. Член ЦК КПРС у 1986—1991 роках. Депутат Верховної Ради СРСР 11-го скликання. Народний депутат СРСР у 1989—1991 роках.

## Життєпис
Член КПРС з 1956 року.
У 1957 році закінчив Томський політехнічний інститут.
У 1957—1958 роках — заступник завідувача відділу Томського обласного комітету ВЛКСМ.
У 1958—1960 роках — секретар, 1-й секретар Томського міського комітету ВЛКСМ Томської області.
З 1960 року — завідувач відділу пропаганди і агітації Томського міського комітету КПРС.
У 1964 році закінчив Вищу партійну школу при ЦК КПРС.
У 1964—1966 роках — секретар партійного комітету підприємства в місті Томську.
У 1966—1968 роках — 1-й секретар Ленінського районного комітету КПРС міста Томська.
У 1968 — 16 січня 1971 року — 2-й секретар Томського міського комітету КПРС.
16 січня 1971 — 29 квітня 1983 року — 1-й секретар Томського міського комітету КПРС Томської області.
У 1983—1984 роках — 2-й секретар Томського обласного комітету КПРС.
У 1984—1985 роках — інспектор ЦК КПРС.
5 серпня 1985 — 26 серпня 1990 року — 1-й секретар Тульського обласного комітету КПРС.
Одночасно у квітні 1990 — 9 жовтня 1993 року — голова Тульської обласної ради народних депутатів.
З 1994 року — на пенсії в місті Томську.
З 1998 по 2005 роки — голова Ради старійшин міста Томська. З 2005 року — член Ради старійшин міста Томська.
Помер 3 серпня 2009 року в місті Томську.

## Нагороди і звання
- орден Жовтневої Революції
- орден Трудового Червоного Прапора
- орден «Знак Пошани»
- медалі
- Премія Ради Міністрів СРСР (1977)
- Почесна грамота Томської області (2.09.2004)
- відзнака «За заслуги перед Томської областю» (6.03.2009)